# ターボ・エンキャブレーター
ターボ・エンキャブレーターは、専門用語を多用する無駄に難解な文章(テクノバブル)の例として、英国電気学会が発行するStudent's Quarterly Journal誌上にて1944年に紹介された架空の装置である。同装置はその後エンジニアの間でジョークとして有名になり、技術文書や宣伝動画が多数作成された。

## 概要
Student's Quaterly Journal誌上におけるターボ・エンキャブレーターの説明は下記の通りである。
初期の装置はプリファブレート・アルミナイトのベースプレート上に対数展性筐体が搭載され、2つのメイン・スパーヴィング・ベアリングは五歩格送風機と一直線上に設置されていた。送風機は6枚のハイドロコプティック・マーズルヴェインが、両化性ルナー・ウェインシャフトと好適に配置されているため、側面失陥が実質的に発生しない。主巻線は通常のロータス・O-デルタ型が回転子に備わった汎経皮性の準ボーヴォイド・スロットに配置され、導体は7つおきに不可逆トレミー管を通じて、グラムメーター上端の差動ガードルスプリングに接続されていた。
上記の説明は、科学的に意味をなさないワードサラダであり、マーズルヴェイン (marzlevane) など英語の語彙として存在しない単語、経皮性 (endermic) など無関係な分野の専門用語、ならびに側面失陥 (side fumbling) など英語の語彙としては存在し専門用語のように聞こえるが実在しない用語が入り混じっている。